# Syspira pallida
Syspira pallida là một loài nhện trong họ Miturgidae.
Loài này thuộc chi Syspira. Syspira pallida được Richard C. Banks miêu tả năm 1904.